# آرلف
آرلف (به فرانسوی: Arleuf) یک کمون در فرانسه با جمعیت ۸۰۲ نفر است که در Canton of Château-Chinon واقع شده‌است.